# Миодокарповые
Миодокарповые (лат. Myodocarpaceae) — семейство цветковых растений порядка Зонтикоцветные (лат. Apiales), содержащее 2 рода и 15 видов.

## Ареал
Произрастают в Квинсленде (Австралия), Новой Каледонии и в Индонезии.

## Ботаническое описание
Древесные растения: кустарники или небольшие деревья. Листья очерёдные.
Соцветия второго порядка обычно собраны в кисти. Цветки гермафродитные, пятичленные. 5 тычинок расположены простым кругом. Два плодолистика, сливаясь, образуют синкарпный гинецей.
Плод — сочная костянка или крылатые ореховидные плоды. Эндокарпий деревянистый.

## Роды
По информации базы данных The Plant List (на июль 2016) семейство включает 2 рода и 15 видов:
- Delarbrea Vieill. — включает 7 видов
- Myodocarpus Brongn. & Gris — включает 8 видов